# Ферри-Пизани, Пьер
Пьер Ферри-Пизани (фр. Pierre Ferri-Pisani; 30 ноября 1901, Марсель — 21 октября 1963, Марсель) — французский профсоюзный деятель, многолетний лидер союза моряков Марселя, активист ВКТ и СФИО. Близкий соратник, затем непримиримый противник Симона Сабиани. Участник антинацистского Сопротивления. Организатор антикоммунистического профобъединения Форс увриер, жёсткий противник ФКП, сподвижник Ирвинга Брауна.

## Профсоюзный активист
Родился в семье выходца из корсиканской аристократии. Жан Жозеф Ферри-Пизани, отец Пьера, происходил из знатного рода Боконьяно; работал корабельным метрдотелем-квартирмейстером. В 1917 Пьер Ферри-Пизани окончил в Марселе Национальную морскую школу. Собирался поступить в торговый флот, но не был принят из-за слабого зрения. Отслужил срочную в военном флоте, был принят инженером в ведомство общественных работ, но отказался и работал в архитектурной конторе в Тунисе.
В 1925 Пьер Ферри-Пизани вернулся в Марсель и познакомился с Симоном Сабиани — видным городским политиком и криминальным авторитетом корсиканского происхождения. Ферри-Пизани стал секретарём Сабиани, участвовал в его политических интригах в муниципальном совете и на выборах мэра Марселя. С юности увлечённый морским делом, Ферри-Пизани был избран секретарём марсельского профсоюза моряков и портовых рабочих, входящего в состав ВКТ.
Пьер Ферри-Пизани придерживался левых взглядов, состоял в Партии социалистического действия, основанной Сабиани. С лидером его связывали в то время отношения личной дружбы. Ферри-Пизани был видной фигурой в профсоюзных конфликтах между активистами социалистами и Французской компартией (ФКП). Поддерживал социалиста Анжа Ривелли — сторонника Леона Жуо. Резко выступал против ФКП, называл коммунистов агентами Москвы. Одновременно конфликтовал с умеренными профсоюзными деятелями, обвиняя их в оппортунизме. Приобрёл не только деловые и политические навыки, но и связи с криминальным миром Марселя, опыт силовых решений.
В 1927 Пьер Ферри-Пизани был делегатом общенационального съезда ВКТ. В 1929 вошёл в руководство национальной проффедерации моряков. Встречался с министром Андре Тардье, Представлял профсоюз в арбитражах и административных комиссиях. Добивался для моряков восьмичасового рабочего дня, лучшего режима социального страхования, повышения пенсий, сокращения срока военно-морской службы. До 1940 он являлся бесспорным лидером марсельского профсоюза моряков торгового флота. Характеризовался как «молодой, авторитарный и при этом компетентный лидер».

## Конфликт с Сабиани
На местных выборах 1929 Пьер Ферри-Пизани был избран в муниципальный совет Марселя. Симон Сабиани стал вице-мэром, занимал этот пост до 1935, в 1931 исполнял обязанности мэра. В этот период отношения Сабиани с Ферри-Пизани сильно ухудшились. Ферри-Пизани обвинял его в политическом авантюризме и эгоизме, отходе от революционной линии, забвении социалистических идей, собственного пролетарского происхождения и нужд рабочего класса (хотя Сабиани происходил из крестьянской семьи). Выступал против Сабиани и его списка на выборах муниципального совета. Участвовал в вооружённых столкновениях с боевиками Сабиани, подвергся жестокому избиению. Но и при непримиримой вражде Сабиани и Ферри-Пизани сохраняли взаимоуважение «двух сильных личностей».
В 1930 Ферри-Пизани вступил в социалистическую партию СФИО. В Марселе партийная организация противостояла правящей группе Сабиани. В ходе предвыборной кампании 1932 Ферри-Пизани обвинял Сабиани в коррупции, фашизме, жестоком криминальном терроре (на что имелись основания), сговоре с судовладельцами против моряков. В ответ Сабиани называл бывшего соратника «предателем дружбы». Они баллотировались в одном округе, в муниципальный совет был избран Сабиани.
В феврале 1934 Пьер Ферри-Пизани призвал моряков к всеобщей забастовке протеста — в защиту республики, против крайне правого путча. 19 марта представлял Марсель на антифашистской демонстрации в Париже. Резко критиковал Сабиани за «двусмысленную позицию» в февральские дни. Инициировал финансовую ревизию муниципального бюджета.
В 1936 году Сабиани окончательно перешёл к ультраправым и вступил в фашистскую Французскую народную партию (PPF) Жака Дорио. Ферри-Пизани оставался левым социалистом, активным членом СФИО. Выступал за союз СФИО с ФКП, полностью поддержал создание Народного фронта. Парламентские выборы 1936 проходили в Марселе в обстановке вооружённого насилия, был убит полицейский-корсиканец Шарль Кастола, защищавший офис Ферри-Пизани. На выборах в Национальное собрание Ферри-Пизани снял свою кандидатуру в пользу коммуниста Франсуа Бийу, который одержал победу над Сабиани. Сам Ферри-Пизани был избран в муниципальный совет Марселя.

## Профсоюзный политик
Во главе своего профсоюза Пьер Ферри-Пизани активно участвовал в массовых забастовках 1936 года. При поддержке правительства Народного фронта удалось добиться существенных уступок от судовладельцев. Но довольно быстро у Ферри-Пизани возникли серьёзные разногласия с Народным фронтом — особенно с ФКП и с мэром Марселя и министром торгового флота социалистом Анри Тассо. Ферри-Пизани был встревожен усилением влияния и контроля ФКП в ВКТ и морском профсоюзе. Коммунистический контроль он считал несовместимым с независимостью профсоюзов.
В качестве муниципального депутата Ферри-Пизани предлагал прозрачность бюджетных расходов и интенсивную программу общественных работ, особенно в дорожном строительстве. Призывал покончить с криминальным «наследием сабианизма» в управлении и городской жизни. Однако в 1938 Ферри-Пизани сложил мандат из солидарности со своим другом депутатом Жан-Батистом Канавелли.
На встрече с Тассо в феврале 1938 Ферри-Пизани требовал положить конец использованию коммунистами административного ресурса. Регулярно проводил референдумы о доверии к себе на кораблях в марсельском порту и получал поддержку. Коммунистов называл «иностранными агентами, сталинскими пропагандистами и сеятелями ненависти». В противовес ФКП создавал на кораблях социалистические ячейки. Активно присоединился к антикоммунистическому движению «национальных синдикатов». Ориентировался в профдвижении на Леона Жуо.
Во время гражданской войны в Испании Пьер Ферри-Пизани поддержал республиканцев. Вопреки правительственной «политике невмешательства» осуществлял поставки оружия республиканцам через марсельский порт. При этом он протестовал против советской политики и красного террора на контролируемых коммунистами территориях. Побывал в Барселоне, опубликовал подробные очерки в правом еженедельнике Gringoire.
В 1939 Ферри-Пизани жёстко осудил советско-германский пакт. Сближение сталинского СССР с гитлеровской Германией он характеризовал как «союз германского тоталитаризма с русским тоталитаризмом, предвиденный нами за два года — худший из всех союзов против французского рабочего».

## Сопротивление и заключение
В мае-июне 1940 Франция потерпела военное поражение от войск нацистской Германии. На большей части территории страны установился оккупационный режим. Юг Франции, включая Марсель, была передан в управление вишистским коллаборационистам. Пьер Ферри-Пизани примкнул к французскому Сопротивлению.
Ферри-Пизани начал формировать подпольные группы на основе социалистических и католических профсоюзных организаций, выпускал подпольную газету, устроил тайное убежище для скрывающегося Леона Жуо (арестованного гестапо в 1943). Положение было крайне опасным — за Ферри-Пизани следила не только вишистская полиция, но и активисты PPF во главе с Сабиани, который вновь стал одним из «хозяев города».
В июле 1942 Ферри-Пизани был помещён под домашний арест, содержался в Пелиссане. Менее чем через год арестован немецкой СД и отправлен в тюрьму в Компьень. Сабиани по воспоминаниям о давней дружбе пытался договориться об освобождении Ферри-Пизани, но его заступничество не дало результатов. Ферри-Пизани был переведён в Бухенвальд и в Магдебург на разработку соляных копий. Был освобождён в мае 1945 наступающими советскими войсками.

## Послевоенный антикоммунизм
Летом 1945 года Пьер Ферри-Пизани вернулся в Марсель (где его уже считали умершим). Он сохранил много сторонников в социалистической и профсоюзной среде и попытался вновь возглавить в городе отделения СФИО и ВКТ. Теперь, однако, ему противостоял новый мэр от Сопротивления социалист Гастон Деффер. Организация раскололась, большинство поддержало Деффера. Ферри-Пизани был исключён из СФИО и потерпел поражение на выборах. Он прекратил политическую деятельность и сосредоточился на профсоюзной работе.
Главными его противниками вновь стали коммунисты, сумевшие взять под контроль марсельские профсоюзы ВКТ, в том числе профсоюз моряков. Административный ресурс, организационные и материальные возможности ФКП были несопоставимы с группой сторонников Ферри-Пизани. Но на контакт с Ферри-Пизани вышел международный представитель американского профобъединения АФТ Ирвинг Браун, работавший над консолидацией антикоммунистических профсоюзов Западной Европы.
Поддержка Брауна помогла Ферри-Пизани собрать «достаточно храбрых людей» и воссоздать свою профсоюзную структуру. Он вступил в жёсткую борьбу за контроль над профсоюзами моряков и портовых рабочих. Противостояние не раз оборачивалось массовыми драками в доках, после чего коммунисты вынуждены были обращаться за защитой к полиции. Противники обвиняли Ферри-Пизани в следовании «традициям сабианства».
При расколе ВКТ в 1947 Ферри-Пизани поддержал Леона Жуо и принял участие в создании антикоммунистического реформистского профобъединения Форс увриер. Возглавлял профсоюзную федерацию моряков торгового флота. Ферри-Пизани играл важную роль в европейской профсоюзной системе Брауна. Под его эгидой в Марселе возник стратегически важный центр антикоммунистического Комитета средиземноморских портов.
Идейно Пьер Ферри-Пизани оставался левым синдикалистом. Он негативно относился к генералу де Голлю, не одобрял установления Пятой республики. В то же время особенное неприятие вызывала у него деколонизация Французского Алжира.

## Самоубийство
Всю жизнь Пьер Ферри-Пизани отличался прямодушием, развитым чувством долга, непримиримой прямолинейностью, взрывной эмоциональностью, «ярым корсиканским» упорством. Смысл жизни он видел в неуклонном следовании принципам.
Ощущая возрастное ослабевание, он опасался, что не сможет должным образом продолжать своё служение. Сильным ударом стали для него Эвианские соглашения о независимости Алжира. В состоянии тяжёлой депрессии Пьер Ферри-Пизани покончил с собой незадолго до 62-летия.